# Thomas Spinell
Thomas Spinell (Bolzano, 27 settembre 1990) è un ex hockeista su ghiaccio italiano, di ruolo ala destra.

## Carriera
Spinell è il terzo di cinque fratelli, tutti giocatori di hockey su ghiaccio: anche Daniel, Tobias, Markus e Stefan sono cresciuti nel settore giovanile del Renon.
Se si eccettuano alcuni incontri giocati in prestito nella seconda parte della stagione 2011-2012 con la maglia del Gherdëina, ha sempre vestito la maglia della squadra di Collalbo, collezionando 515 presenze in campionato (tra la massima serie italiana e la Alps Hockey League), che salgono a 557 considerando le presenze in Continental Cup, in coppa Italia ed in supercoppa italiana.
Nel corso della stagione 2013-2014 ha vestito per due volte la maglia della Nazionale.
Ha annunciato il ritiro al termine della stagione 2019-2020.

## Palmarès
- Campionato italiano: 4

Renon: 2013-2014, 2015-2016, 2016-2017,2017-2018, 2018-2019
- Alps Hockey League: 1

Renon: 2016-2017
- Coppa Italia: 3

Renon: 2009-2010, 2013-2014, 2014-2015
- Supercoppa italiana: 5

Renon: 2009-2010, 2010-2011, 2017-2018, 2018-2019, 2019-2020